# 四方台组
四方台组是位于中国黑龙江、吉林、内蒙古松辽盆地的上白垩世地层，1937年由堀内一雄（郝铃琦）、盐田永夫命名。该地层以褐红、灰绿色砂岩、泥岩为主，间夹砂质泥岩、泥质砂岩等。上部则以褐红、灰绿色泥岩为主，间夹粉砂岩。